# Varallo
Varallo (Varal en piamontés), conocida como Varallo Sesia, es una comuna italiana situada en la provincia de Vercelli, en la región del Piamonte, en el norte de la península italiana. La ciudad se encuentra en la Valsesia, a 66 kilómetros al noroeste de Vercelli. Desde el 29 de mayo de 2007 su alcalde es Gianluca Buonanno, que cumple su segundo mandato. Antiguamente llamada Varade, la ciudad está dividida por el río Mallastone en Varallo Vechia y Varallo Nuova.
En 1971 Varallo recibió la Medalla de oro del Valor Militar por los actos heroicos de su población contra la ocupación alemana a finales de la Segunda Guerra Mundial.

## Monumentos y patrimonio
Las iglesias de San Gaudenzio, Santa Maria delle Grazie y Santa Maria di Loreto contienen obras de Gaudenzio Ferrari, que nació en la vecina Valduggia.
Entre los museos y galerías de Varallo se encuentran la Pinacoteca Civica que guarda el David y Goliat de Tanzio de Varallo, nacido en la fracción de Riale, el Museo Comola en la fracción de Camaso, el Museo Scaglia y el Museo di Storia Naturale Calderini.
A 150 metros de altura de Varallo se encuentra el Sacro Monte de Varallo, uno de los lugares de peregrinación más importantes del Piamonte y el más antiguo de los Sacri Monti de Piamonte y Lombardía inscritos entre el Patrimonio de la Humanidad de la Unesco en 2003.
En la fracción de Arboerio se encuentra la antigua iglesia de los santos Quirico y Giulitta, que contiene un políptico del siglo XVII y un altar de la Madonna del Rosario (Virgen del Rosario), y la Villa Eremo.

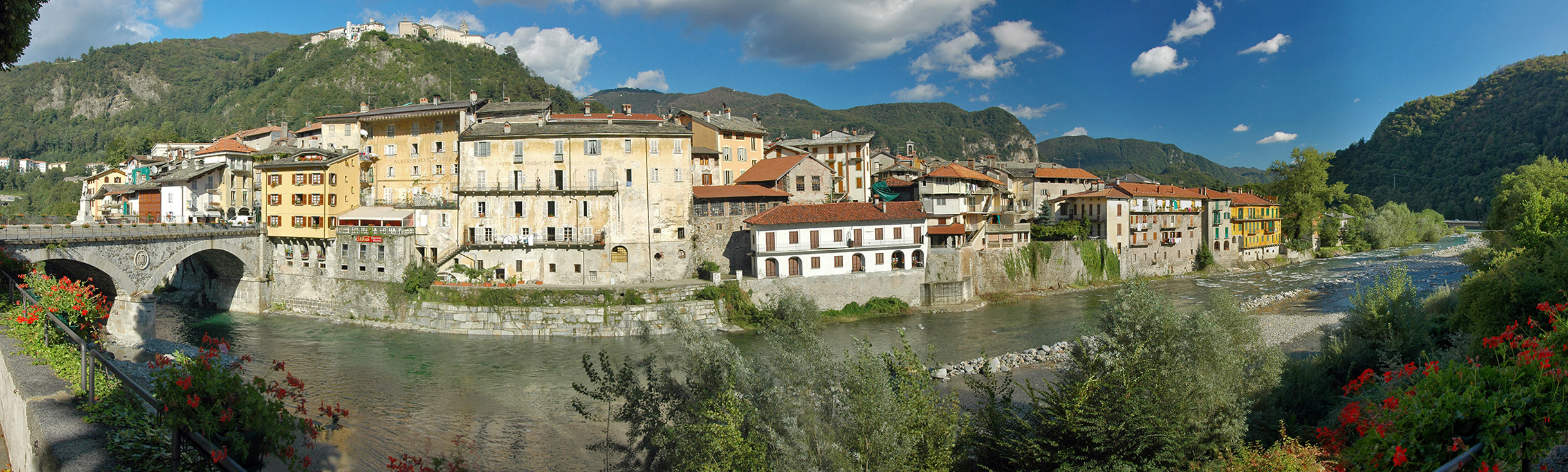
Vista de Varallo en otoño de 2005.

## Demografía
| Gráfica de evolución demográfica de Varallo entre 1861 y 2001 |
|                                                               |
| Fuente ISTAT - elaboración gráfica de Wikipedia               |